# Gora Vize
Gora Vize (englische Transkription von russisch Гора Визе Gora Wise, deutsch ‚Wiese-Berg‘) ist ein Berg im ostantarktischen Mac-Robertson-Land. Er ragt etwa 5 km südöstlich des Mount Kirkby in der Porthos Range der Prince Charles Mountains auf.
Russische Wissenschaftler benannten ihn. Namensgeber ist der russische bzw. sowjetische Klimatologe und Ozeanograph Wladimir Juljewitsch Wiese (1886–1954), ein Pionier der Meereisforschung.